# 去氧孕烯
去氧孕烯（英語：Desogestrel），以Cerazette、Mircette等许多商品名销售，与炔雌醇组成复方时品牌名為「妈富隆」，是一种口服孕激素药物，用于女性避孕药。它还用于治疗女性更年期症状。该药物可单独使用或与雌激素联合使用。
去氧孕烯的副作用包括月经不调、头痛、恶心、乳房胀痛、情绪变化、痤疮、毛发生长增加等。去氧孕烯是孕激素或合成孕激素，因此是黄体酮受体的激动剂，黄体酮受体是孕激素如黄体酮的生物学靶标。它具有非常弱的雄激素和糖皮质激素活性，没有其他重要的激素活性。该药物是体内依托孕甾烯（3-酮去氧孕烯）的前药。
 

去氧孕烯于1972年被发现，并于1981年在欧洲引入医学用途。它于1992年在美国上市。去氧孕烯有时被称为「第三代」孕激素。类似于炔诺酮，它是可作为仅用于孕激素的「迷你药丸」用于节育的孕激素之一。去氧孕烯在全世界范围内广泛销售。它可作为通用药物使用。

## 医疗用途
去氧孕烯用于女性的激素避孕，特别是用于避孕药。它可以被单独用于仅含孕激素的药丸（「迷你药丸」），并与复合口服避孕药中的雌激素炔雌醇联合使用。类似于炔诺酮，它是被广泛用作仅含孕激素的「迷你药丸」的孕激素之一。它也是用于此类制剂的孕激素中唯一具有降低雄激素活性作用的新一代孕激素。除了激素避孕之外，去氧孕烯还与雌激素如雌二醇联合使用，作为绝经期激素治疗的一个组成部分。该药物也已用于治疗子宫内膜异位症。 

### 用药形式
去氧孕烯可单独以75μg的形式或以150μg的形式与20或30μg的炔雌醇组合来提供于口服片剂中。这些制剂都专门用于避孕目的。

## 禁忌
去氧孕烯的禁忌症包括： 
- 对去氧孕烯或任何其他成分过敏
- 活动性血栓形成（深静脉血栓形成或肺栓塞）
- 黄疸或严重的肝脏疾病
- 激素敏感性癌症（如乳腺癌）
- 不明原因的阴道出血

去氧孕烯不适合于妊娠期间使用。在哺乳期和母乳喂养期间不禁忌。

## 副作用
去氧孕烯的常见副作用可能包括月经不调，闭经，头痛，恶心，乳房胀痛和情绪变化（如抑郁），以及体重增加、痤疮和多毛症。然而，它也被报告并没有对体重产生不利影响。
此外，当与炔雌醇结合时，痤疮和多毛症可以忽略不计，并且这种组合实际上可以用于治疗这些症状。去氧孕烯还可以引起总胆固醇，LDL，和HDL胆固醇的变化。
去氧孕烯的不常见副作用可能包括阴道感染，隐形眼镜不耐受，呕吐，脱发，痛经，卵巢囊肿和疲劳，而罕见的副作用包括皮疹、荨麻疹和结节性红斑。去氧孕烯也可能导致发生乳房溢液、异位妊娠和血管神经性水肿加重。含有去氧孕烯的复方口服避孕药的严重副作用可能包括静脉血栓栓塞、动脉血栓栓塞、激素依赖性肿瘤（如肝肿瘤、乳腺癌）和黄褐斑。 

## 药物过量
过量使用去氧孕烯没有严重的有害影响。症状可能包括恶心，呕吐以及针对年轻女性来说的轻微的阴道出血。在安全性研究中，对女性使用剂量高达750μg/天的去氧孕烯对实验室和其他各种参数没有不良影响，也没有报告主观副作用。
去氧孕烯过量没有特异性解毒剂，治疗应根据症状进行。 

## 药物相互作用
肝酶的诱导剂可以增加去氧孕烯和依托孕烯的代谢，并降低其循环水平。这可能导致避孕失败。肝酶诱导剂的实例包括巴比妥酸盐（例如苯巴比妥）、波生坦、卡马西平、依法韦仑、苯妥英、扑米酮、利福平，还可能还有非尔氨酯、灰黄霉素、奥卡西平、利福布汀、圣约翰草和托吡酯。许多用于HIV/AIDS和HCV的抗病毒药物，如boceprevir、奈非那韦、奈韦拉平、利托那韦和telaprevir，可能会增加或减少去氧孕烯和依托孕烯的水平。CYP3A4抑制剂包括克拉霉素，伊曲康唑和酮康唑等强效抑制剂和地尔硫卓，红霉素和氟康唑等中度抑制剂可能会增加去氧孕烯和依托孕烯的水平。激素避孕药可能会干扰其他药物的代谢，导致水平升高（如环孢素）或降低（如拉莫三嗪）。 

## 药理

### 药效学

依托孕烯（3-酮去氧孕烯），去氧孕烯的活性形式。

去氧孕烯是依托孕烯（3-酮去氧孕烯）的前药，通过这种活性代谢产物，它具有孕激素活性，抗促性腺激素作用，非常弱的雄激素活性，非常弱的糖皮质激素活性，并且没有其他激素活性。 
| 复合 | PR  | AR | ER | GR | MR | SHBG | CBG |
| --- | --- | -- | -- | -- | -- | ---- | --- |
| 去氧孕烯 | 1   | 0  | 0  | 0  | 0  | 0    | 0   |
| 依托孕烯（3-keto-DSG-DSG） | 150 | 20 | 0  | 14 | 0  | 15   | 0   |
| 3α-Hydroxydesogestrel | 5   | 0  | 0  | ？ | ？ | ？   | ？  |
| 3β-Hydroxydesogestrel | 13  | 3  | 2  | ？ | ？ | ？   | ？  |
| 5α-Dihydroetonogestrel | 9   | 17 | 0  | ？ | ？ | ？   | ？  |
| 3α羟基5α-dihydroetonogestrel | 0   | 0  | 0  | ？ | ？ | ？   | ？  |
| 3β羟基5α-dihydroetonogestrel | 1   | 0  | 1  | ？ | ？ | ？   | ？  |
| 值是百分比（％）。参考配体（100％）为普美孕酮（PR），metribolone（AR），E2（ER），DEXA（GR），醛固酮（MR），DHT（SHBG），皮质醇（CBG）。 |     |    |    |    |    |      |     |

#### 孕激素活性
去氧孕烯是孕激素或孕酮受体（PR）的激动剂。它是依托孕烯的无活性前药，对PR本身基本上没有亲和力（约为promegestone的1％）。因此，依托孕烯专门负责去氧孕烯的作用。依托孕烯具有约150％的普美孕酮
亲和力和300％的黄体酮亲和力。去氧孕烯（通过依托孕烯）是一种非常有效的孕激素，可以在非常低的剂量（低微克范围内）下抑制排卵。去氧孕烯抑制排卵的有效最小剂量是60μg/天（单独，不与雌激素组合）。去氧孕烯和依托孕烯与孕二烯酮和左炔诺孕酮一样，是最有效的孕激素，（有效的排卵抑制剂量分别为40μg/天和60μg/天），口服去氧孕烯在临床上大约比口服微粉化黄体酮有效5,000倍，后者有效排卵抑制剂量为300毫克/天。
由于其孕激素活性，去氧孕烯在某些组织中具有有效的功能性抗雌激素作用。它依赖性地拮抗炔雌醇对阴道上皮，宫颈粘液和子宫内膜的影响，并以60μg/天的剂量产生深远的孕激素效应。一些女性于30μg/天，所有女性于60μg/天体温升高。去氧孕烯还具有抗促性腺激素作用，其同样归因于其孕激素活性。去氧孕烯在女性中的避孕作用不仅通过其抗促性腺作用预防排卵，而且还通过其对宫颈粘液和子宫内膜的显着的孕激素和抗雌激素作用来介导。
除了其孕激素活性外，去氧孕烯还对其他类固醇激素受体具有一些脱靶激素活性（见下文）。然而，这些活动相对较弱，据说去氧孕烯是口服避孕药中使用最具选择性和纯净的孕激素之一。

#### 抗刺激作用
与其他孕激素类似，去氧孕烯通过其孕激素活性具有抗促性腺激素作用。去氧孕烯在3天内最大限度地抑制LH水平，而为了最大限度地抑制FSH和睾酮水平，需要14天。同一作者先前的一项研究发现，将去氧孕烯的剂量从300μg/天增加至450μg/天不会进一步抑制促性腺激素浓度。加入50或100mg/周的低剂量肌肉睾酮庚酸盐3周，睾丸激素水平增加并进一步抑制LH和FSH水平，使其达到能够检测到的水平的下限，在150μg/天和300μg/天的去氧孕烯组中。停止治疗后，LH，FSH和睾酮水平均恢复到4周以内的基线值。

#### 雄激素活动
依托孕烯具有约20％的美曲勃龙亲和力和50％的左炔诺孕酮对雄激素受体（AR）的亲和力，而去氧孕烯对该受体没有亲和力。依托孕素5α-二氢孕甾醇（3-酮-5α-二氢去雄甾醇）的5α-还原代谢物也对AR具有一定的亲和力（约为美曲勃龙的17％）。去氧孕烯（通过依托孕烯）具有非常低的雄激素效力，在动物试验中约为甲基睾酮的1.9至7.4％，因此被认为是非常弱的雄激素。虽然依托孕烯与AR具有与炔诺酮相同的亲和力，但由于孕激素效力相对增加并且依托孕烯的雄激素活性降低，该药物对PR的选择性明显高于早期的19-去甲睾酮，如炔诺酮和左炔诺孕酮。相反，它对PR高于AR的选择性与其他较新的19-去甲睾酮孕激素（如孕二烯酮和诺孕酯）相似。据估计150μg/天去氧孕烯的雄激素效应不到1mg/天炔诺酮的六分之一 （这些是联合口服避孕药中常用的药物剂量）。即使在非常高的剂量下（例如10至60mg/天），使用炔诺酮的临床研究）仅在少数女性中观察到轻微的雄激素作用，包括痤疮，皮脂分泌增加，多毛症和女性胎儿的轻度男性化。
根据其非常弱雄激素活性，去氧孕烯对脂质代谢和血液中的血脂有最小的影响，虽然可能仍有一些显著的变化。当给予女性单独服用时，去氧孕烯还可将性激素结合球蛋白（SHBG）水平降低50％，但与30μg/天炔雌醇相结合时，相反强烈激活SHBG产生，SHBG浓度增加200％。去氧孕烯可略微降低炔雌醇诱导的SHBG水平的增加。然而，在口服避孕药和与炔雌醇联合使用的剂量中，炔雌醇具有有效的功能性抗雄激素作用，主要是由于SHBG水平增加，据说去氧孕烯的雄激素活性基本上没有任何临床相关性。实际上，已经发现含有炔雌醇和去氧孕烯的复方口服避孕药显着降低睾酮的游离浓度并具有总体抗雄激素作用，显着降低了雄激素过多症女性的痤疮和多毛症状。

#### 糖皮质激素活性
去氧孕烯对糖皮质激素受体没有亲和力，但依托孕烯对地塞米松的这种受体具有约14％的亲和力。因此，去氧孕烯和依托孕烯具有弱的糖皮质激素活性。在典型的临床剂量下，据说去氧孕烯的糖皮质激素活性可忽略不计或非常弱，因此在临床上无相关性。然而，它可能仍然可能影响血管功能，在体外血管平滑肌细胞中用依托孕烯观察到一些凝血酶受体的上调。理论上，这可能会增加凝血并导致静脉血栓栓塞和动脉粥样硬化的风险增加。依托孕烯对糖皮质激素受体的亲和力是其C11亚甲基取代的产物，因为C11位置的取代是皮质类固醇和左炔诺孕酮的共同特征，这意味着左炔诺孕酮没有C11亚甲基的依托孕素（17α-乙炔基-18-甲基-19-nortestosterone），只有1％的地塞米松对受体的亲和力，因此被认为具有可忽略的糖皮质激素活性。
| 类固醇 | 类型       | TR（↑）a | GR（％）b |
| --- | ---------- | -------- | --------- |
| 地塞米松 | 皮质类固醇 | ++       | 100       |
| 炔雌醇 | 雌激素     | -        | 0         |
| 依托孕烯 | 黄体激素   | +        | 14        |
| 孕二烯酮 | 黄体激素   | +        | 27        |
| 左炔诺孕酮 | 黄体激素   | -        | 1         |
| 醋酸甲羟孕酮 | 黄体激素   | +        | 29        |
| 炔诺酮 | 黄体激素   | -        | 0         |
| 诺孕 | 黄体激素   | -        | 1         |
| 黄体激素 | 孕激素     | +        | 10        |
| a=血管平滑肌细胞（VSMC）中的凝血酶受体（TR）上调（↑）。 b=糖皮质激素受体（GR）的RBA（％）。 强度：「-」=没效果。「+」=明显效果。「++」=强效。 资料来源： |            |          |           |

#### 其他效果
去氧孕烯和依托孕烯对雌激素受体没有亲和力，因此没有雌激素活性。然而，代谢产物3β-羟基去氧孕烯对雌激素受体具有弱亲和力（约为雌二醇的2％），尽管其重要性尚不确定。去氧孕烯和依托孕烯对盐皮质激素受体没有亲和力，因此没有盐皮质激素或抗盐皮质激素活性。去氧孕烯和依托孕烯显示出很弱的对5α-还原酶的抑制作用（在0.1μM时抑制率为5.7％，1μM时抑制率为34.9％）和在体外的对细胞色素P450酶（例如，CYP3A4）（IC50=5μM）的抑制作用。

### 药代动力学
已发现去氧孕烯的生物利用度为40-100％，平均为76％。这种显着的个体间变异性与炔诺酮和左炔诺孕酮相当。依托孕烯的峰值浓度大约在使用后1.5小时；与此同时，去氧孕烯的浓度非常低，大约消失了3小时。在每日服用约8至10天之后依托孕烯达到稳态水平。可以认为依托孕烯的累积与5α-还原酶和细胞色素P450单加氧酶（例如，CYP3A4）的进行性抑制有关。去氧孕烯的血浆蛋白结合率为99％，并且仅与白蛋白结合。依托孕烯与血浆蛋白结合率为95％至98％。与白蛋白结合率约为65％至66％，与SHBG约为30％至32％，另外循环中游离含量为2％至5％。虽然去氧孕烯不与SHBG结合，但依托孕烯对这种血浆蛋白的亲和力相对较高，为二氢睾酮的3-15％，尽管这比相关的孕激素左炔诺孕酮和孕二烯酮要小得多。去氧孕烯和依托孕烯均未被皮质类固醇结合球蛋白结合。
去氧孕烯是依托孕烯（3-酮去氧孕烯）的前药，摄入后迅速完全转化为肠道和肝脏中的这种代谢产物。由细胞色素P450依赖性酶催化的去氧孕烯C3位的羟基化，以3α-羟基去氧孕烯和3β-羟基去氧基脲为中间体，随后氧化C3羟基，负责转化。一小部分去氧孕烯被代谢成左炔诺孕酮，其涉及去除C11亚甲基。以下进一步代谢依托孕烯，发生主要由减少的Δ4-3-酮基（由5α-和5β还原酶）和羟基化（由单加氧酶），去氧孕烯的主要代谢产物是3α，5α-tetrahydroetonogestrel（经查无中文译名）。去氧孕烯的终末半衰期非常短，约为1.5小时；依托孕烯具有相对较长的消除半衰期，约21至38小时，反映了去氧孕烯作为前药的性质。去氧孕烯和依托孕烯仅作为尿液中50％和粪便中35％的代谢物被消除。

## 化学
去氧孕烯（也称为「3-脱酮-11-亚甲基-17α-乙炔基-18-甲基-19-去甲睾酮」，或「11-亚甲基-17α-乙炔基-18-甲基-4-烯-17β-醇」），是一种合成的雌甾烷类固醇和睾酮的衍生物。更具体地，它是炔诺酮（17α-乙炔基-19-去甲睾酮）的衍生物，并且是腺甾烷家族的19-去甲睾酮（13β-乙基雌烷或18-甲基甾烷）亚组的孕激素成员。去氧孕烯是依托孕烯的C3酮类似物，也是左炔诺孕酮的C3酮和C11亚甲基的类似物。

### 合成
已公布了去氧孕烯的化学合成。

## 社会与文化

### 通用名称
去氧孕烯是该药物及其INN、USAN、BAN、DCF、DCIT和JAN的通用名称。在开发过程中，它被称为ORG-2969。

### 品牌名称
去氧孕烯在世界各地以各种品牌销售，包括Alenvona、Apri、Azalia、Azurette、Caziant、Cerazette、Cerelle、Cesia、Cyclessa、Denise、Desogen、Desirett、Diamilla、Emoquette、Feanolla、Gedarel、Gracial、Kariva、Laurina、Linessa、妈富隆（Marvelon）、Mercilon、Mircette、Mirvala、Novynette、Ortho-CEPT、Reclipsen、调节子（Regulon）、Solia、Velivet、Viorele等等。

### 可用性
去氧孕烯在世界各地广泛使用，包括美国，加拿大，英国，爱尔兰，许多其他欧洲国家，澳大利亚，新西兰，南非，拉丁美洲，南亚，东亚和东南亚，以及世界的其他地区。在美国，它仅与炔雌醇联合使用作为复方口服避孕药；它不是单独提供的，也未被批准用于该国的任何其他适应症。

### 争议
2007年2月，消费者权益组织PublicCitizen发布了一份请愿书，要求美国食品和药物管理局禁止在美国使用含有去氧孕烯的口服避孕药，理由是研究可追溯到1995年，与其他口服避孕药相比，这些药使女性患危险血栓的风险增加了一倍。2009年，PublicCitizen公布了一系列建议，其中包括许多替代的第二代避孕药，女性可以代替含有去氧孕烯的口服避孕药。大多数第二代药物在市场上销售时间更长，并且已被证明在预防意外怀孕方面同样有效，且血栓风险较低。请愿书中特别提到的药物包括Apri-28、Cyclessa、Desogen、Kariva、Mircette、Ortho-Cept、Reclipsen、Velivet和一些仿制药，所有这些都含有去氧孕烯和炔雌醇。含有去氧孕烯作为唯一活性成分的药物（与炔雌醇一起使用，如同联合口服避孕药一样）并未表现出增加的血栓形成风险，因此在血栓形成方面比第二代避孕药更安全。

## 研究
去氧孕烯作为抗促性腺激素已被广泛研究，与睾酮一起用作男性的激素避孕药。已发现这种组合在大多数男性中有效产生可逆性无精子症，并且在几乎所有男性中均可产生可逆性无精子或严重少精子症。